# William Ward Johnson
William Ward Johnson, född 9 mars 1892 i Brighton i Iowa, död 8 juni 1963 i Long Beach i Kalifornien, var en amerikansk politiker (republikan). Han var ledamot av USA:s representanthus 1941–1945.
Johnson ligger begravd på begravningsplatsen Forest Lawn Memorial Park i Long Beach.